# Летесенбет Гідей
Летесенбет Гідей (амх. ለተሰንበት ግደይ, англ. Letesenbet Gidey; нар. 20 березня 1998) — ефіопська легкоатлетка, яка спеціалізується в бігу на середні та довгі дистанції, чемпіонка світу.

## Рекорди
17 листопада 2019 на змаганнях «Zevenheuvelenloop» у нідерландському Неймегені встановила вище світове досягнення з шосейного бігу на 15 кілометрів (44.20), перевершивши попереднє досягнення кенійкі Джойсілін Джепкосгей (45.37), встановлене 22 жовтня 2017 в Празі.
7 жовтня 2020 на змаганнях «NN Valencia World Record Day» у Валенсії встановила новий світовий рекорд у бігу на 5000 метрів (14.06,62), перевершивши попереднє досягнення ефіопки Тірунеш Дібаби (14.11,15), встановлене у 2008.
8 червня 2021 на Олімпійських відбіркових змаганнях Ефіопії, які за традицією проходили у нідерландському Генгело, встановила новий світовий рекорд у бігу на 10000 метрів (29.01,03), перевершивши попереднє досягнення голандки ефіопського походження Сіфан Гассан (29.06,82), встановлене за два дні до цього.
24 жовтня 2021 на змаганнях у Валенсії встановила новий світовий рекорд у напівмарафоні для жінок у змішаних (за одночасної участі чоловіків та жінок) забігах (1:02.52), відразу на 70 секунд (!) перевершивши попереднє досягнення кенійки Рут Чепнгетіч (1:04.02), встановлене на початку квітня 2021.

## Основні міжнародні виступи
| Рік  | Змагання                     | Місто   | Місце | Дисципліна     | Примітки |
| ---- | ---------------------------- | ------- | ----- | -------------- | -------- |
| 2015 | Чемпіонат світу з кросу      | Гуйян   | 1     | U20 забіг      |          |
| 2015 | Чемпіонат світу серед юнаків | Калі    | 4     | 3000 метрів    |          |
| 2017 | Чемпіонат світу з кросу      | Кампала | 1     | U20 забіг      |          |
| 2017 | Чемпіонат світу              | Лондон  | 11    | 5000 метрів    |          |
| 2019 | Чемпіонат світу з кросу      | Орхус   | 3     | дорослий забіг |          |
| 2019 | Чемпіонат світу              | Доха    | 2     | 10000 метрів   | [ 6 ]    |
| 2021 | Олімпійські ігри             | Токіо   | 3     | 10000 метрів   |          |
| 2022 | Чемпіонат світу              | Юджин   | 1     | 10000 метрів   |          |